# پین‌بال

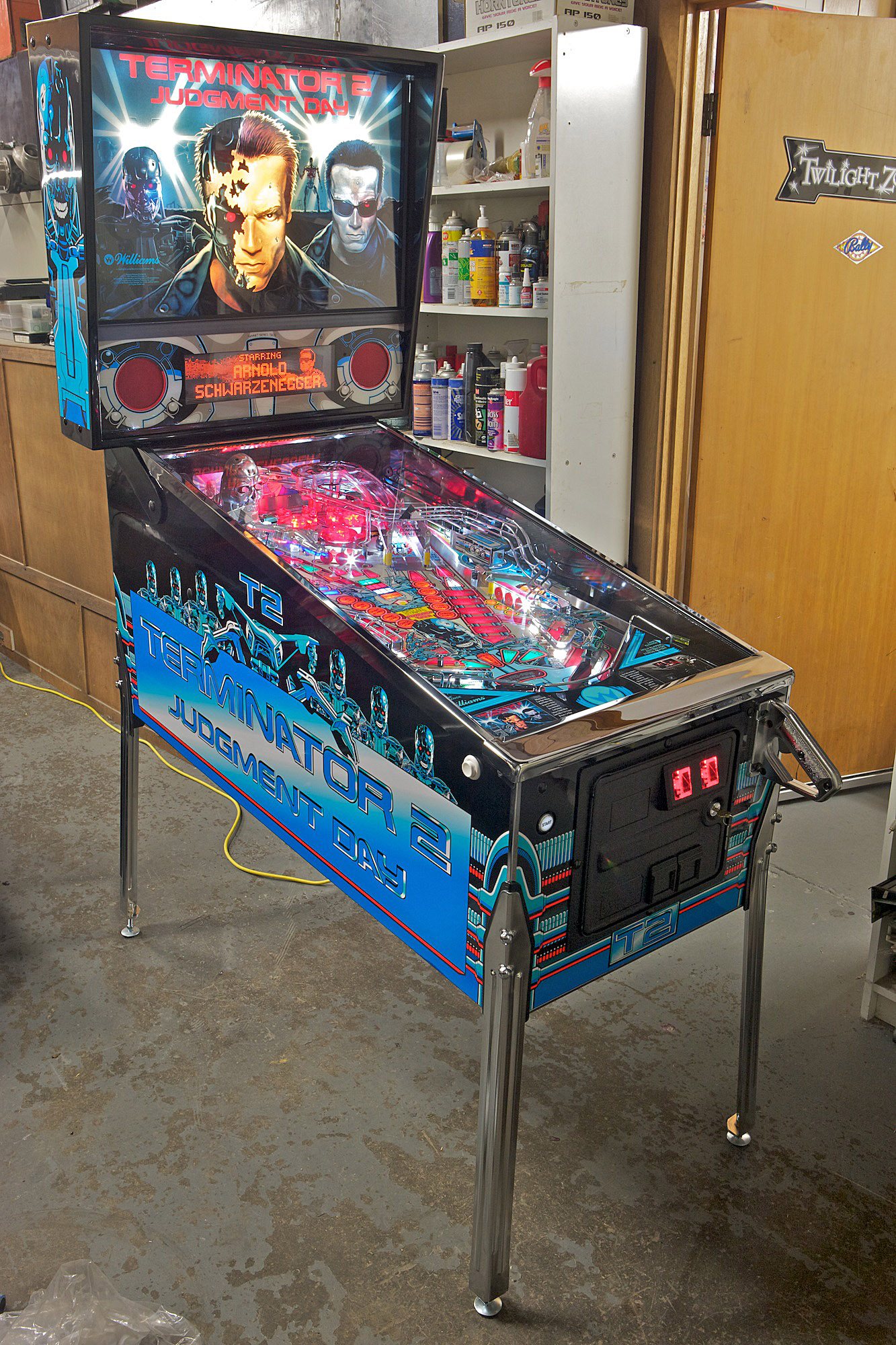
دستگاه پین بال بازی نابودگر ۲: روز داوری که در سال ۱۹۹۱ استیو ریچی طراح آن بود.

پین‌بال (انگلیسی: Pinball) یک بازی آرکید است که در آن یک توپ غلت می زند و به داخل دستگاه بازی آرکیدی با طراحی خاص معروف به ماشین پین‌بال رانده می‌شود و بسته به طراحی آن به چراغ‌ها، ضربه‌گیرها، سطوح شیب‌دار و اهداف دیگر برخورد می‌کند. هدف بازی به طور کلی این است که قبل از از دست دادن توپ، با ضربه زدن به این اهداف و انجام ضربات مختلف با باله، تا حد امکان امتیاز کسب کنید. اکثر دستگاه های پین‌بال در هر نوبت از یک توپ استفاده می کنند (به جز در مراحل ویژه چند توپ)، و بازی زمانی به پایان می رسد که توپ(های) آخرین نوبت از دست برود.